# Rhyacophila clemens
Rhyacophila clemens är en nattsländeart som beskrevs av Tsuda 1940. Rhyacophila clemens ingår i släktet Rhyacophila och familjen rovnattsländor. Inga underarter finns listade i Catalogue of Life.